# Giammaria Visconti di Modrone
Giammaria Visconti di Modrone, conte di Lonate Pozzolo (Roma, 7 maggio 1935 – Vigolzone, 3 dicembre 2015), è stato un nobile e imprenditore italiano, nonché dirigente e accompagnatore dell'Inter durante la presidenza di Angelo Moratti e vicepresidente tra il 1995 e il 1999 sotto Massimo Moratti.

## Biografia

### Infanzia ed educazione
Apparteneva alla famiglia dei Visconti di Modrone, figlio di Luigi e di Maddalena Arrivabene Valenti Gonzaga ed era uno degli eredi dell'azienda farmaceutica Carlo Erba.
Si è laureato in Giurisprudenza a Napoli.

### Matrimonio
Ha sposato a Grazzano Visconti l'8 settembre 1962 la cugina Violante Caracciolo dei principi di Castagneto (1943-2003), sorella di Meralda Caracciolo, Orsetta Caracciolo e Allegra Caracciolo. 

### Inter
È stato inoltre dirigente e accompagnatore dell'Inter durante la presidenza di Angelo Moratti e vicepresidente tra il 1995 e il 1999 sotto Massimo Moratti.

### Carriera imprenditoriale
Negli anni Sessanta aveva rilanciato la tenuta agricola di Grazzano Visconti trasformandola nella Agricola di Grazzano Visconti, nel Piacentino, divenuta presto azienda leader nel settore zootecnico delle bovine da latte. 
Dal 9 giugno 1976 al 7 luglio 1984 è stato Presidente dell'Unione Agricoltori di Piacenza, sede territoriale di Confagricoltura. È stato anche Presidente della Federazione regionale e vice-presidente nazionale di Confagricoltura. Ha sempre partecipato attivamente alla vita dell'Unione anche negli anni successivi.

### Morte
È scomparso a Vigolzone il 3 dicembre 2015 all'età di 80 anni dopo una lunga malattia.

## Ascendenza
|                                      |                                    |                                   | Genitori                        |  |  | Nonni                        |  |  | Bisnonni                  |  |
|                                      |                                    |                                   |                                 |  |  | Giuseppe Visconti di Modrone |  |  | Guido Visconti di Modrone |  |
|                                      |                                    |                                   |                                 |  |  | Giuseppe Visconti di Modrone |  |  | Guido Visconti di Modrone |  |
|                                      |                                    | Ida Rensi                         |                                 |  |  | Giuseppe Visconti di Modrone |  |  |                           |  |
| Luigi Visconti di Modrone            |                                    |                                   |                                 |  |  | Giuseppe Visconti di Modrone |  |  |                           |  |
|                                      |                                    | Carla Erba                        | Luigi Erba                      |  |  |                              |  |  |                           |  |
|                                      |                                    | Carla Erba                        | Luigi Erba                      |  |  |                              |  |  |                           |  |
|                                      |                                    | Carla Erba                        | Anna Brivio                     |  |  |                              |  |  |                           |  |
| Giammaria Visconti di Modrone        |                                    | Carla Erba                        |                                 |  |  |                              |  |  |                           |  |
|                                      | Giberto Arrivabene Valenti Gonzaga | Silvio Arrivabene-Valenti-Gonzaga |                                 |  |  |                              |  |  |                           |  |
|                                      | Giberto Arrivabene Valenti Gonzaga | Silvio Arrivabene-Valenti-Gonzaga |                                 |  |  |                              |  |  |                           |  |
|                                      | Giberto Arrivabene Valenti Gonzaga | Virginia Fiorini Lippi            |                                 |  |  |                              |  |  |                           |  |
| Maddalena Arrivabene-Valenti-Gonzaga | Giberto Arrivabene Valenti Gonzaga |                                   |                                 |  |  |                              |  |  |                           |  |
|                                      |                                    | Vera Papadopoli Aldobrandini      | Niccolò Papadopoli Aldobrandini |  |  |                              |  |  |                           |  |
|                                      |                                    | Vera Papadopoli Aldobrandini      | Niccolò Papadopoli Aldobrandini |  |  |                              |  |  |                           |  |
|                                      |                                    | Vera Papadopoli Aldobrandini      | Elena Hellenbach de Pacsolay    |  |  |                              |  |  |                           |  |
|                                      |                                    | Vera Papadopoli Aldobrandini      |                                 |  |  |                              |  |  |                           |  |